# Hypometalla vecina
Hypometalla vecina är en fjärilsart som beskrevs av Paul Dognin 1897. Hypometalla vecina ingår i släktet Hypometalla och familjen mätare. Inga underarter finns listade i Catalogue of Life.